# Myntverket
Myntverket (officieel AB Myntverket) was een privaat Zweeds bedrijf dat munten en medailles maakte, zoals de Zweedse kroon-munten en Nobelprijsmedailles. Sinds 2008 worden Zweedse munten geproduceerd door het moederbedrijf Suomen Rahapaja uit Helsinki, Finland. Dat maakte een einde aan een 1012-jarige historie van de productie van Zweedse munten in Zweden.